# Flesh and Bone (Richard Marx)
Flesh and Bone è il quinto album del cantante statunitense Richard Marx. Pubblicato nel 1997, fu l'ultimo lavoro in studio di Marx registrato per la Capitol Records. L'album raggiunse la posizione numero 70 della Billboard 200 e vendette approssimativamente 250 000 copie negli Stati Uniti.
Il singolo Until I Find You Again si piazzò al terzo posto della Hot Adult Contemporary Tracks e raggiunse la posizione numero 42 della Billboard Hot 100 nella primavera del 1997. Le prime stampe dell'album contenevano un EP bonus acustico intitolato To The Bone. Il singolo e l'album ottennero discreto riscontro in diversi mercati internazionali. Tuttavia, fu il primo album di Richard Marx a non produrre alcuna hit da numero 1 in America.

## Tracce
1. Fool's Game (Marx) - 6:25
2. You Never Take Me Dancing  (Marx) - 5:39
3. Touch of Heaven  (Marx) - 4:51
4. What's the Story (Marx) - 5:04
5. Can't Lie to My Heart (Marx) - 6:29
6. Until I Find You Again (Marx)    - 4:24
7. My Confession (Marx) - 5:08
8. Eternity (Marx) - 5:23
9. What's Wrong with That (Marx/Waybill) - 4:40
10. The Image (Marx/Waybill) - 4:21
11. Breathless (Marx) - 5:48
12. Miracle (Marx) - 4:20

Japanese bonus tracks
1. Every Day Of Your Life (duetto con ASKA) – 4:40
2. Too Shy To Say – 3:20
3. Every Day Of Your Life (solo version) – 4:40

## Formazione
- Richard Marx - voce, chitarra, chitarra
- Simon Franglen - tastiera
- Bruce Gaitsch - chitarra
- David Innis - tastiera
- Randy Jackson - basso
- Michael Landau - chitarra
- Herman Matthews - batteria
- John Moffet - batteria
- Greg Phillanganes - tastiera
- Matt Rollings - organista
- Marc Russo - sassofonista
- Michael Thompson - chitarra
- Chris Trujillo - percussioni

## Classifiche

### Album
| Classifica (1997) | Posizione massima |
| ----------------- | ----------------- |
| Canada            | 61                |
| Germania          | 52                |
| Giappone          | 16                |
| Stati Uniti       | 70                |
| Svezia            | 58                |
| Svizzera          | 24                |

### Singoli
| 1997 | Until I Find You Again | 42 | 3 | 144 |